# Nematobrycon lacortei
Nematobrycon lacortei är en fiskart som beskrevs av Weitzman och Fink, 1971. Nematobrycon lacortei ingår i släktet Nematobrycon och familjen Characidae. Inga underarter finns listade i Catalogue of Life.